# Culture de l'Ouïouk
 (avril 2023).
La culture de l'Ouïouk (en russe : Уюкская культура, Ouïoukskaïa koultoura) est une culture Saka autour de la rivière Ouïouk, dans l'actuelle république de Touva.

## Histoire
Cette période de la culture scythe va du IXe au IIe siècle av. J.-C., et se divise en trois phases.
- La culture d'Arjan (en) (IXe – VIIIe siècles av. J.-C.)
- La culture d'Aldy-Bel (en) (VIIe – VIe siècles av. J.-C.)
- La culture Salgy-Baji (Ve – IIIe siècles av. J.-C.).

Ces cultures scythes seraient finalement remplacées par l'empire Xiongnu et plus tard la culture de Kokel. 

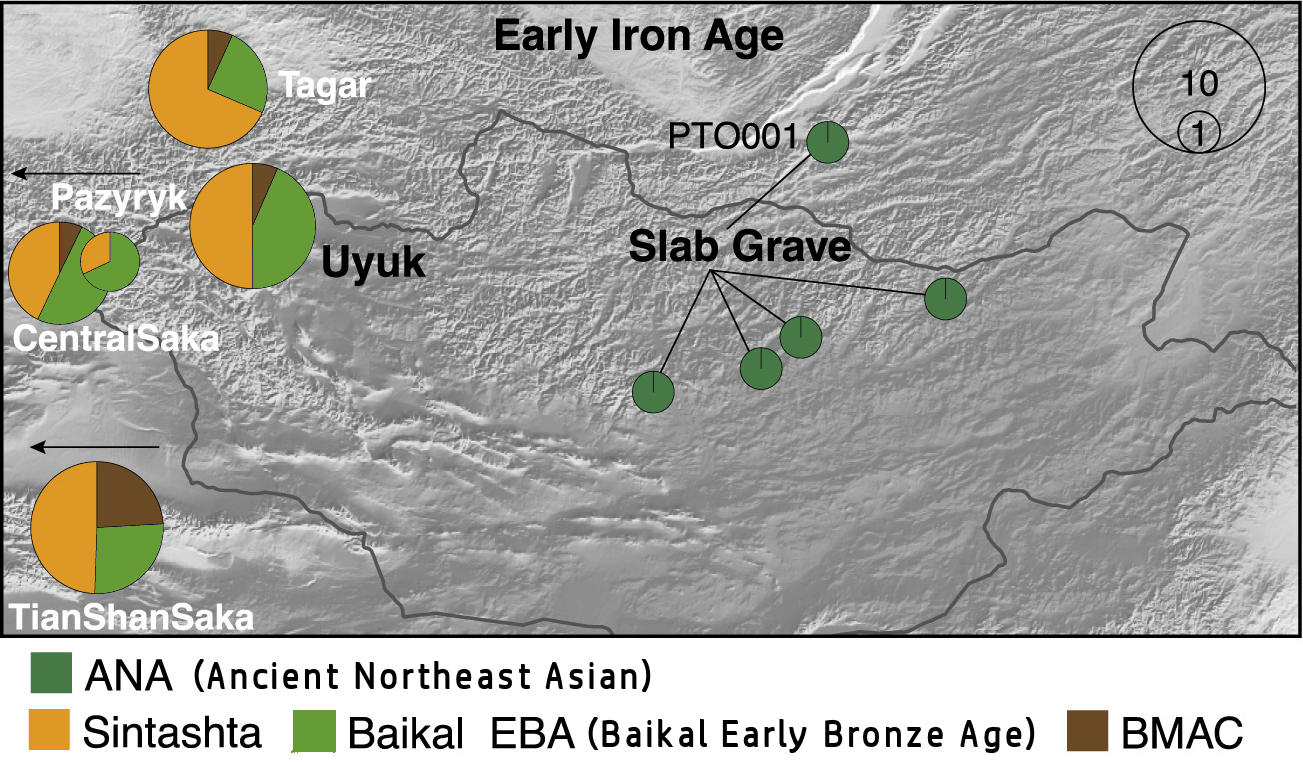
Ascendances génétiques du sud de la Sibérie au début de l'âge du fer. Le peuple Slab-grave est uniformément d'origine ancienne de l'Asie du Nord-Est, tandis que les populations Saka à l'ouest, y compris la culture de l'Ouïouk, combinaient Sintashta, BMAC et l'ancienne ascendance du Baïkal.

Les cultures Saka voisines étaient la culture Tagar de la dépression de Minoussinsk et la culture Pazyryk dans les montagnes de l'Altaï,. À l'est se trouvait la culture proto-mongole de Slab-grave.

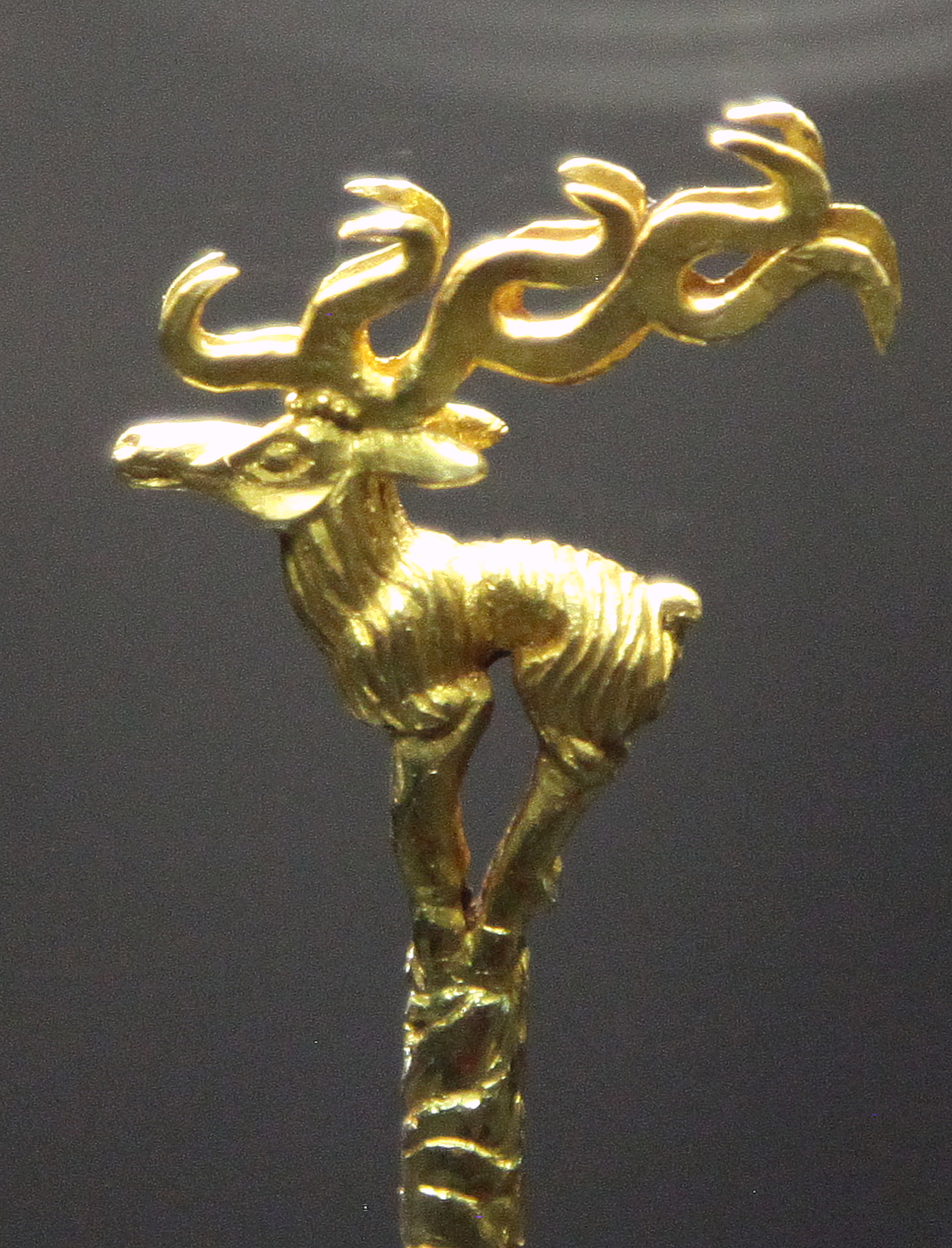
Cerf de « style animalier » de la culture d'Arjan, (VIIIe – VIIe siècle av. J.-C.), Touva.
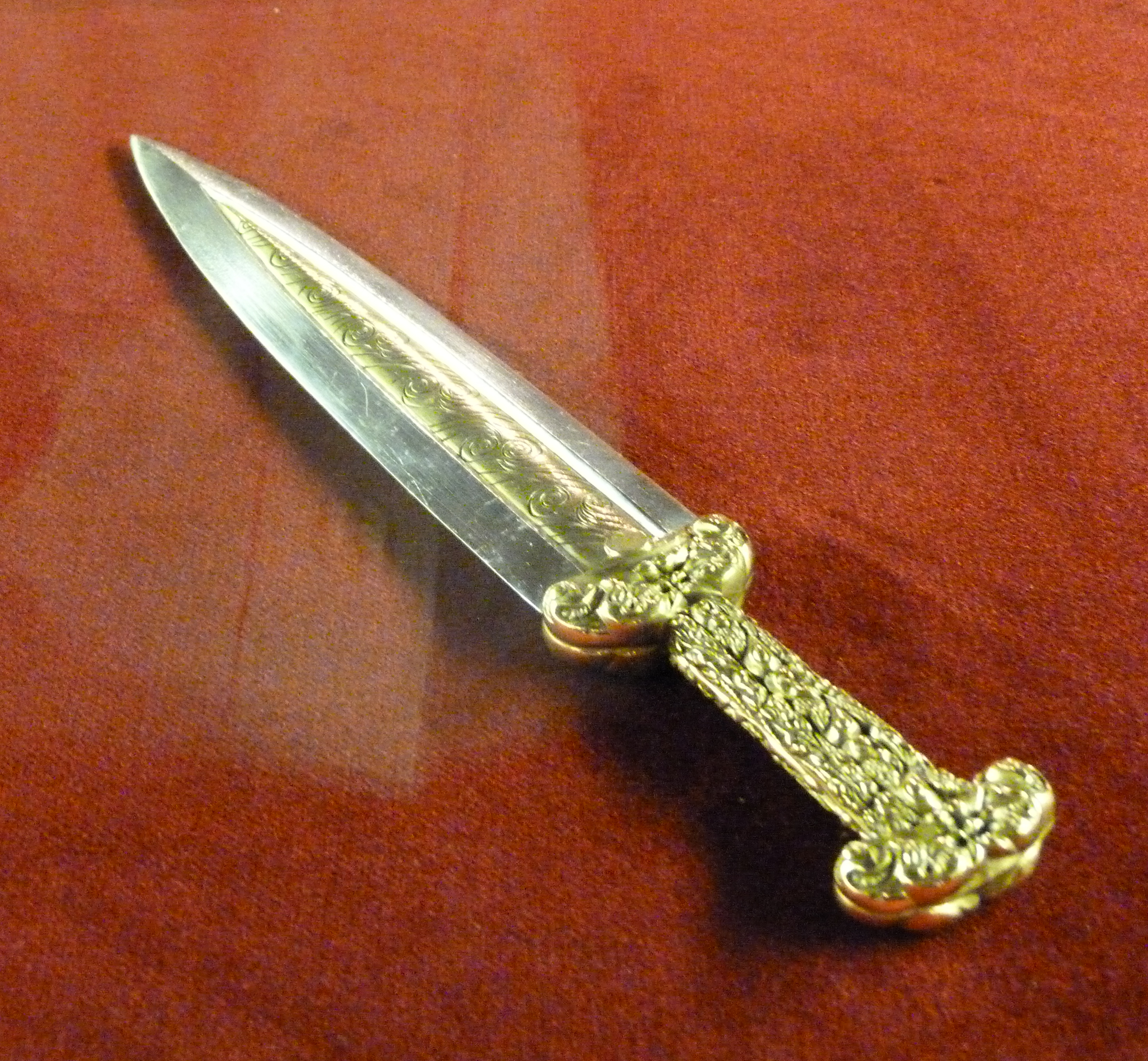
Akinak (dague) d'un tumulus de la culture d'Arzhan (VIIIe – VIIe siècle av. J.-C.), Touva.